# Mervat Tallawy
Mervat M. Tallawy (tiếng Ả Rập Ai Cập: ميرڤت التلاوى  phát âm [ˈmeɾvæt ettælˈlæːwi]; sinh năm 1937) là nhà nhà ngoại giao và chính trị gia người Ai Cập.
Mervat Tallawy có bằng cử nhân (BA) về ngành Khoa học chính trị và Quản trị kinh doanh của trường Đại học Mỹ tại Cairo. Bà cũng hoàn thành nghiên cứu tại Viện nghiên cứu quốc tế (HEI) ở Genève, Thụy Sĩ. Năm 1963, bà làm trong Bộ Ngoại giao Ai Cập.
Từ 1985 đến 1988, bà là phó giám đốc của Viện nghiên cứu và đào tạo quốc tế vì sự tiến bộ của phụ nữ Liên hợp quốc (UN-INSTRAW). Bà là Đại sứ Ai Cập tại thủ đô Vienna, Áo cho đến năm 1991. Từ năm 1991 đến năm 1993, bà là trợ lý của bộ trưởng bộ Ngoại giao. Từ năm 1993 đến năm 1997, bà là Đại sứ Ai Cập tại Nhật Bản. Bà giữ chức Bộ trưởng Bộ Bảo hiểm và Xã hội Ai Cập từ 1997 đến 1999.
Ngày 22 tháng 11 năm 2000, Mervat Tallawy được bổ nhiệm làm Tổng thư ký Liên Hợp Quốc và thư ký điều hành của Ủy ban Kinh tế và Xã hội Liên Hợp Quốc về Tây Á (ESCWA). Năm 2007, Bader Al-Dafa đến từ Qatar là người kế nhiệm của bà tại các vị trí của Liên Hợp Quốc.
Tallawy là thành viên hội đồng quản trị của Quỹ Sawiris vì sự phát triển xã hội. Bà còn là thành viên điều hành Đảng Dân chủ Xã hội Ai Cập tự do (được thành lập năm 2011).

## Vinh danh
Nhờ những đóng góp của bà về ngoại giao giữa Nhật Bẳn và Ai Cập, năm 2017, bà được Nhật Bản trao Huân chương Mặt trời mọc.